# Wąwał (Łódź)
Pour les articles homonymes, voir Wąwał.
Wąwał est une localité polonaise de la gmina et du powiat de Tomaszów Mazowiecki en voïvodie de Łódź.